# Anton Hefele
Anton Hefele (* 6. Mai 1994 in Tomsk) ist ein deutscher Basketballfunktionär.

## Laufbahn
Hefele war Basketballspieler in der Jugend der BG 74 Göttingen. Beim BBT Göttingen, mit dem er in Nachwuchs-Basketball-Bundesliga vertreten war, amtierte er als Mannschaftskapitän. Im Herrenbereich trat er mit der BG 74 Göttingen in der 2. Regionalliga an.
Als Assistenztrainer war Hefele beim BBT Göttingen in der Weiblichen Nachwuchs-Basketball-Bundesliga tätig. Bei der BG 74 Göttingen betreute er im weiblichen Nachwuchsbereich Mannschaften auch als hauptverantwortlicher Trainer, unter anderem auch in der Weiblichen Nachwuchs-Basketball-Bundesliga. Beim Niedersächsischen Basketballverband war Hefele als Auswahltrainer der Mädchen des Jahrgangs 2002 tätig.
In Göttingen und Marburg studierte er Betriebswirtschaftslehre und arbeitete hernach für Unternehmen wie Continental und die Daimler AG. In Hamburg war Hefele bei einem Betrieb beschäftigt, der Nahrungsergänzungsmittel herstellt, ehe er am 1. Oktober 2024 in Hagen das Amt des Geschäftsführers der Damen-Basketball-Bundesligen GmbH antrat.